# Sudamericano Juvenil A de Rugby 2024
El Sudamericano Juvenil A de Rugby 2024 fue la trigésima octava edición del torneo.
El campeonato se disputó en el Estadio Héroes de Curupayty de la ciudad de Luque en Paraguay con el formato de eliminación directa entre 4 participantes.
El torneo fue clasificatorio al Trofeo Mundial de Rugby Juvenil 2025.

## Equipos participantes
- Selección juvenil de rugby de Brasil
- Selección juvenil de rugby de Chile
- Selección juvenil de rugby de Paraguay
- Selección juvenil de rugby de Uruguay

## Desarrollo

### Semifinales
| 13 de noviembre | Uruguay | 69 - 8 | Brasil | Estadio Héroes de Curupayty, Luque |  |

| 13 de noviembre | Chile | 61 - 12 | Paraguay | Estadio Héroes de Curupayty, Luque |  |

### Definición del tercer puesto
| 17 de noviembre | Brasil | 21 - 0 | Paraguay | Estadio Héroes de Curupayty, Luque |  |

### Final
| 17 de noviembre | Uruguay | 19 - 12 | Chile | Estadio Héroes de Curupayty, Luque |  |

| Bandera de Uruguay |
| Campeón Uruguay    |
| Octavo título      |